# Ејвис (Пенсилванија)
Ејвис (енгл. Avis) град је у америчкој савезној држави Пенсилванија.

## Демографија
По попису из 2010. године број становника је 1.484, што је 8 (-0,5%) становника мање него 2000. године.
| Група             | 2000.         | 2010.         |
| Белци             | 1.472 (98,7%) | 1.458 (98,2%) |
| Афроамериканци    | 5 (0,3%)      | 7 (0,5%)      |
| Азијати           | 9 (0,6%)      | 4 (0,3%)      |
| Хиспаноамериканци | 1 (0,1%)      | 8 (0,5%)      |
| Укупно            | 1.492         | 1.484         |